# ستيف أشتون
ستيف أشتون هو سياسي كندي، ولد في 29 فبراير 1956 في سري في المملكة المتحدة. حزبياً، نشط في New Democratic Party of Manitoba ‏. وقد انتخب عضو المجلس التنفيذي لمانيتوبا ‏.